# Paracis chawwa
Paracis chawwa is een zachte koraalsoort uit de familie Plexauridae. De koraalsoort komt uit het geslacht Paracis. Paracis chawwa werd in 2000 voor het eerst wetenschappelijk beschreven door Grasshoff. 